# Lipna (województwo małopolskie)
Lipna (j. łemkowski Липна)– uroczysko-dawna miejscowość w Polsce położona w województwie małopolskim, w powiecie gorlickim, w gminie Sękowa.

## Historia
Pierwsza wzmianka o wsi pochodzi z 1765 roku. Lipna wówczas była wsią królewską, należącą do starostwa bieckiego. W 1785 r. mieszkało tutaj 175 grekokatolików, w roku 1884 – 204 osoby, zaś w roku 1921 – 153 grekokatolików, 6 żydów i 4 katolików rzymskich. W 1885 r. wybudowano cerkiew greckokatolicką pw. Narodzenia Bogurodzicy. W 1928 r. grekokatolicy przeszli na prawosławie. W 1938 roku we wsi znajdują się cerkiew, kapliczka, 33 domy. W 1945 wszyscy mieszkańcy wsi zostali przesiedleni do ZSRR. Po 1955 r. rozebrano budynek dawnej cerkwi.
W latach 1975–1998 uroczysko było położone w województwie nowosądeckim.

## Zabytki
Obiekty wpisane do rejestru zabytków nieruchomych województwa małopolskiego:
- cmentarz wojenny nr 45

### Pozostałe zabytki
- cerkwisko – miejsce po greckokatolickiej cerkwi pw. Narodzenia Najświętszej Marii Panny (Bogurodzicy) z 1885 r.;
- dawny cmentarz łemkowski;
- kapliczka przydrożna;
- rzeźba Matki Boskiej z Dzieciątkiem, wyremontowana w 1994 r. staraniem myśliwych z Koła Łowieckiego „Dzik” z Gorlic[3].

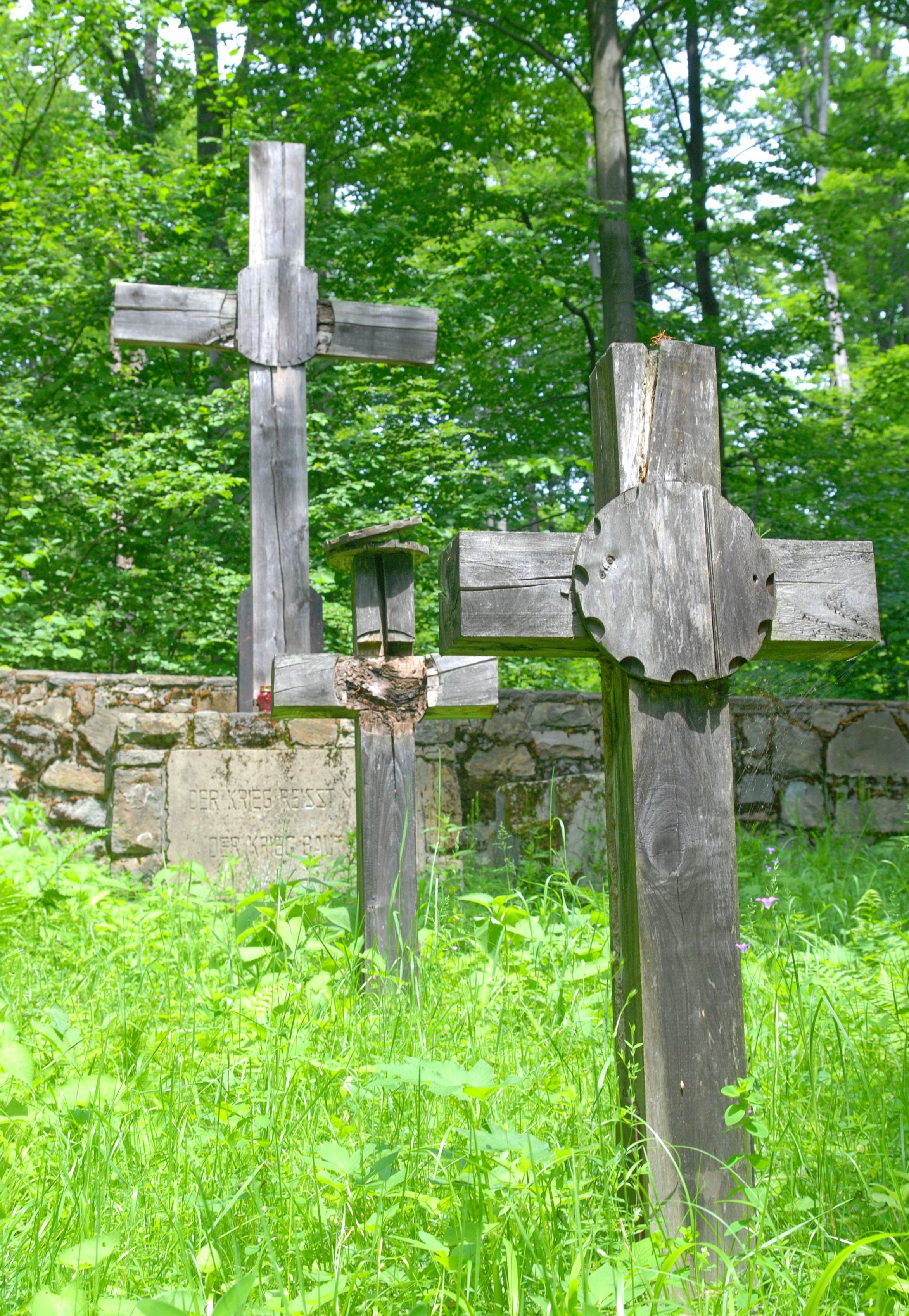
Cmentarz wojenny nr 45
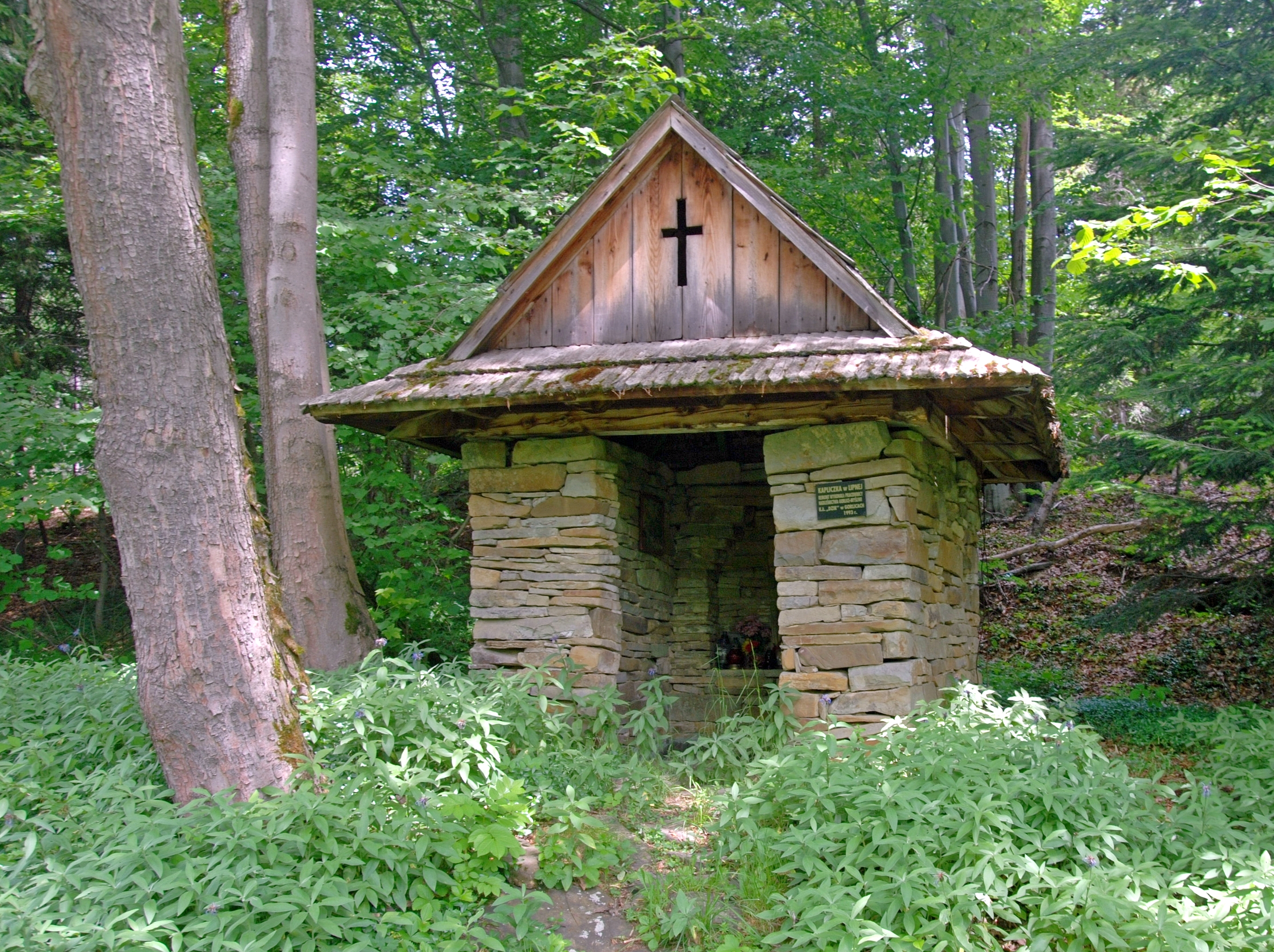
Kapliczka
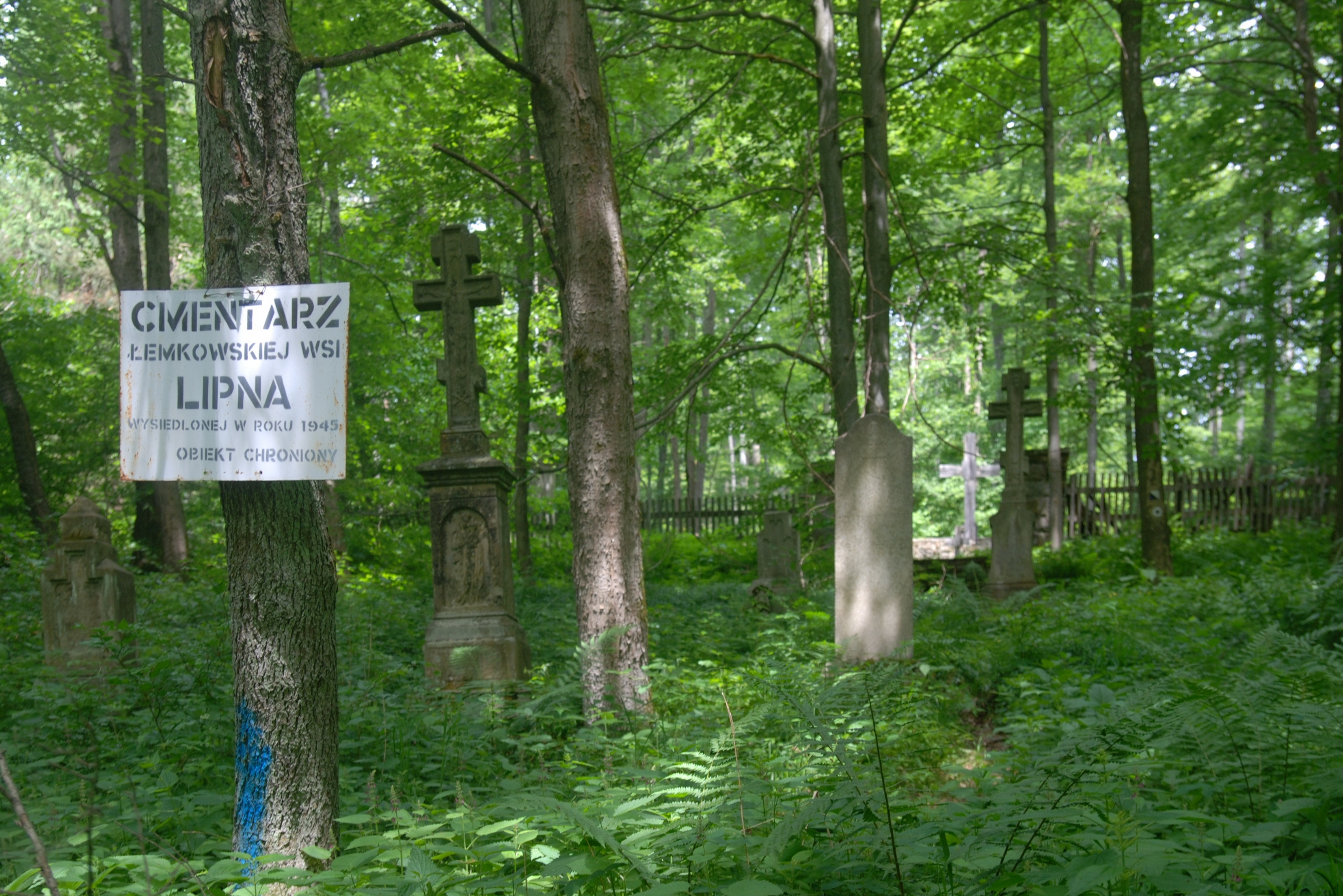
Dawny cmentarz łemkowski

## Szlaki piesze
- (LP) Nadleśnictwa Gorlice: Radocyna – Konieczna – Lipna – Czarne – Radocyna
- Radocyna – cmentarz z I wojny światowej nr 45 w Lipnej